# Khenchela
Ne doit pas être confondu avec Khechna.
 (août 2011).
Si vous disposez d'ouvrages ou d'articles de référence ou si vous connaissez des sites web de qualité traitant du thème abordé ici, merci de compléter l'article en donnant les références utiles à sa vérifiabilité et en les liant à la section « Notes et références ».
Khenchela (en tamazight: ⵅⴰⵏⵛⵍⴰ, Xencelt; en arabe : خنشلة), antique Mascula, est une commune d'Algérie et le chef-lieu de la wilaya de Khenchela. Située dans l' Aurès, elle se trouve à 1 122 m d'altitude moyenne. La population de la ville est d'environ 108 580 habitants lors du dernier recensement de 2008.

## Toponymie
La ville est appelée Khenchela du nom de la fille de la reine Dihya (Kahina). Khenchela est dite aussi Khenshala ou Hansala selon les documents. Khen ou Hen signifie colombe, oiseau ou poule, et Chela, Shala ou Sala signifie la paix. Khenchela signifie la messagère de la paix.

## Géographie

### Localisation
Le territoire de la commune de Khenchela est situé au nord de la wilaya de Khenchela, à 470 km à l'est d'Alger et 100 km à l'est de Batna.

### Communes limitrophes
| El Hamma | El Hamma, Baghai  | Baghai          |
| El Hamma | Khenchela         | Baghai, Ensigha |
| El Hamma | El Hamma, Ensigha | Ensigha         |

### Relief, géologie, hydrographie
La ville de Khenchela est construite au pied des contreforts du massif de l'Aurès, elle est dominée à l'ouest par le mont Ras Sardhoun à 1263 mètres. À l'est, elle est bordée par l'Oued Baghaï.

### Climat
| Mois                              | jan. | fév. | mars | avril | mai  | juin | jui. | août | sep. | oct. | nov. | déc. | année |
| --------------------------------- | ---- | ---- | ---- | ----- | ---- | ---- | ---- | ---- | ---- | ---- | ---- | ---- | ----- |
| Température minimale moyenne (°C) | 1,8  | 5,2  | 7,3  | 8,8   | 10,9 | 15,9 | 18,9 | 18,1 | 15,1 | 12,2 | 6,2  | 3,1  | 10,2  |
| Température moyenne (°C)          | 6,5  | 9    | 14,9 | 17,4  | 17,8 | 23,3 | 26,9 | 25,2 | 21,5 | 17   | 12,1 | 7,4  | 16,6  |
| Température maximale moyenne (°C) | 11,2 | 12,8 | 22,5 | 26    | 24,4 | 30,8 | 34,9 | 33,6 | 27,8 | 22,7 | 18,1 | 11,7 | 23    |
| Précipitations (mm)               | 31,9 | 31,6 | 35,1 | 48,9  | 27,7 | 28,5 | 25,5 | 22   | 38,9 | 41,4 | 32,7 | 41,8 | 406,1 |

| Diagramme climatique                                  |             |             |           |              |              |              |            |              |              |             |             |
| J                                                     | F           | M           | A         | M            | J            | J            | A          | S            | O            | N           | D           |
| 11,21,831,9                                           | 12,85,231,6 | 22,57,335,1 | 268,848,9 | 24,410,927,7 | 30,815,928,5 | 34,918,925,5 | 33,618,122 | 27,815,138,9 | 22,712,241,4 | 18,16,232,7 | 11,73,141,8 |
| Moyennes : • Temp. maxi et mini °C • Précipitation mm |             |             |           |              |              |              |            |              |              |             |             |

## Voies de communication et transports

### Routes
La commune est traversée par trois routes nationales, RN32, RN80 et RN88 de six directions différentes. Une rocade à double voie de 11 km contourne la ville du nord au sud en arc de cercle par l'est. Un premier tronçon de 100 km de l'Autoroute des Hauts Plateaux est en construction entre Batna et Khenchela depuis 2014.

### Train
Khenchela était desservie par train dès 1905 par un embranchement depuis Ain Beida mais la ligne a été abandonnée dans les années 1970.

### Aéroport
La ville ne possède pas d'aéroport mais se trouve à 100 km des aéroports internationaux de Batna et Tebessa. Il y avait un aéroport militaire jusqu'en 1968, mais celui-ci a été abandonné au profit de celui d'Oum El Bouaghi situé à moins de 60 km.

## Histoire

### Antiquité

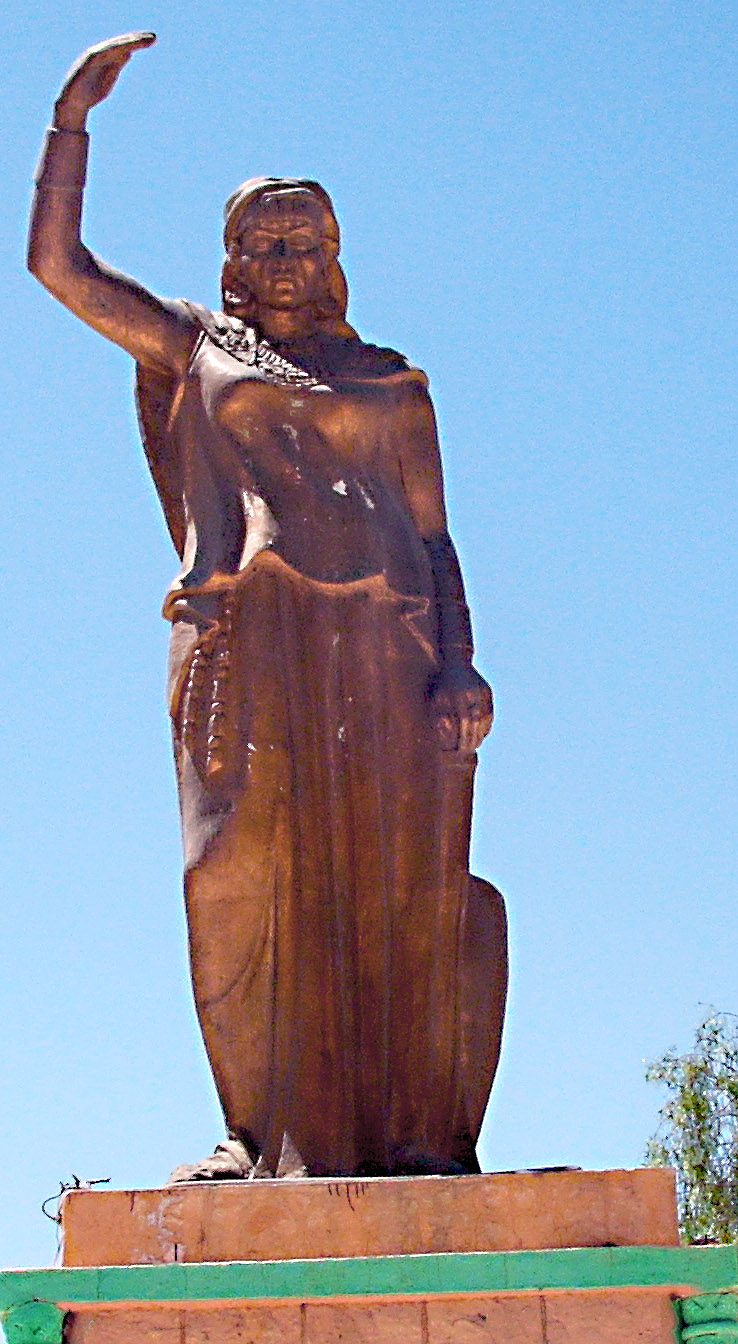
Statue de la Reine guerrière Kahena à Baghaï

Mascula est une ancienne capitale militaire de la Numidie du sud ou "Numidia Militaria", elle fut toujours le siège de combats et de guerres dans les Aures avec les Romains. À la fin du Ve siècle, le djebel Djaafa était le château du roi Iaudas. Au début du VIIe siècle, face à l'arrivée des Arabes, Baghaï bâtit le château de la Dihya (Kahena).

### Présence turque
Les Amamras de la Région de Khenchela, détenant le contrôle du passage des Hauts Plateaux aux parcours sahariens, ce fut une source de conflits avec les Haraktas, les Segnias et les Nemanchas. Conflits se traduisant par des affrontements sanglants pour le contrôle des points d'eau comme l'a révélé le charnier découvert à la source d'Aïn Tamaiourth à l'occasion de la construction de la route du sud.

### XIXe siècle
L'armée française atteignit Khenchela en 1850, après de violents combats et une résistance des plus ardues et mit en place une administration militaire. Des travaux d'aménagement de la ville furent entrepris. Les premiers colons français furent autorisés à s'installer à partir de 1878. Des fermes furent construites et des plantations effectuées. La vallée de l'Oued Boughegal débroussaillée et défrichée donna naissance à des prairies naturelles, permettant l'élevage de bovins et l'alimentation de la population en produits laitiers frais (lait, beurre, fromage).
En octobre 1905, l’inauguration de la ligne du Chemin de fer d'Aïn Beïda à Khenchela à voie métrique va assurer un service journalier avec le Nord du pays. L'administration militaire dura jusqu'en 1912.
En 1982, un charnier comprenant plus de 1200 cadavres, datant de la guerre d'Algérie y est découvert. Il serait le plus important jamais découvert en Algérie. Les autorités ainsi que la presse algériennes, l'attribuent à l’armée française. D'autres y voient un massacre de harkis commis après l'indépendance. Pour l'historien: Guy Pervillé, aucune preuve incontestable n’a été trouvée, « ni à l’appui d’une thèse, ni à l’appui de l’autre » tout en regrettant qu'aucune analyse n’ait été faite sur les restes humains pour tenter de dater les squelettes .

## Démographie
La population a augmenté particulièrement vite depuis 1954 : 12 000 habitants en 1954, 28 000 en 1962, 70 000 en 1987, 87 196 en 2002. Cette augmentation s'explique en partie par des déplacements de population pendant la guerre d'Algérie, la région étant un lieu de refuge pour les combattants. Ceci a posé et continue de poser des problèmes d'urbanisme (logement, eau, égouts, électricité).

### Pyramide des âges
| Hommes | Classe d’âge | Femmes |
| ------ | ------------ | ------ |
| 0,18   | 85 ans et +  | 0,16   |
| 0,24   | 80 à 84 ans  | 0,26   |
| 0,54   | 75 à 79 ans  | 0,48   |
| 0,71   | 70 à 74 ans  | 0,69   |
| 0,84   | 65 à 69 ans  | 0,9    |
| 0,88   | 60 à 64 ans  | 0,98   |
| 1,68   | 55 à 59 ans  | 1,53   |
| 2,18   | 50 à 54 ans  | 2,05   |
| 2,51   | 45 à 49 ans  | 2,65   |
| 3,18   | 40 à 44 ans  | 3,17   |
| 3,15   | 35 à 39 ans  | 3,34   |
| 3,68   | 30 à 34 ans  | 3,92   |
| 4,81   | 25 à 29 ans  | 4,73   |
| 5,45   | 20 à 24 ans  | 5,31   |
| 5,51   | 15 à 19 ans  | 5,39   |
| 5,29   | 10 à 14 ans  | 5,08   |
| 4,66   | 5 à 9 ans    | 4,38   |
| 4,92   | 0 à 4 ans    | 4,55   |
| 0,02   | nd           | 0,03   |

### Graphique de l'évolution démographique
| 1901   | 1954   | 1977   | 1987   | 1998   | 2002   | 2008    |
| ------ | ------ | ------ | ------ | ------ | ------ | ------- |
| 35 000 | 12 200 | 50 300 | 69 700 | 86 600 | 87 196 | 108 580 |

## Économie
La population active est évaluée à 40 % de la population totale : 41 % dans l'agriculture, 10 % dans l'industrie, 11 % dans les travaux de bâtiment, 38 % dans les services.
La ville dispose d'une usine d'armement léger qui dépend du ministère de la défense, l'Entreprise de constructions mécaniques de Khenchela (ECMK).

## Enseignement
L'Université Abbès Laghrour de Khenchela compte 12000 étudiants et six facultés: 
- la faculté des sciences et de technologie (6 départements : génie civil, sciences et techniques, génie mécanique, mathématiques et informatique, génie industriel et enfin les sciences de la matière)
- la faculté de droit ;
- la faculté des sciences de la nature et de la vie ;
- la faculté des lettres et langues ;
- la faculté des sciences économiques ;
- la faculté des sciences sociales.

Actuellement[Quand ?], le nombre d'enseignants est de 540 dont 157 de la faculté des sciences et de technologie.

## Patrimoine
Les Romains, grands amateurs de bains, virent immédiatement le potentiel de cette région. On leur doit, entre autres, le Hammam Essalihine et le Hammam el Knif. Le Hammam Essalihine, situé à 1068 mètres d'altitude à l'ouest de Kenchela, consiste en deux grandes piscines alimentées par une source d'eau chaude (76 °C) à la base du versant nord du Ras Serdoun. Le Hammam Knif, au nord-est, sur le flanc du Krouma, exploite un puits naturel d'où sort un air chaud et sec à plus de 50 °C.
La ville de Cedias située près de Tazougart, abrite un mausolée datant de plus de 16 siècles.

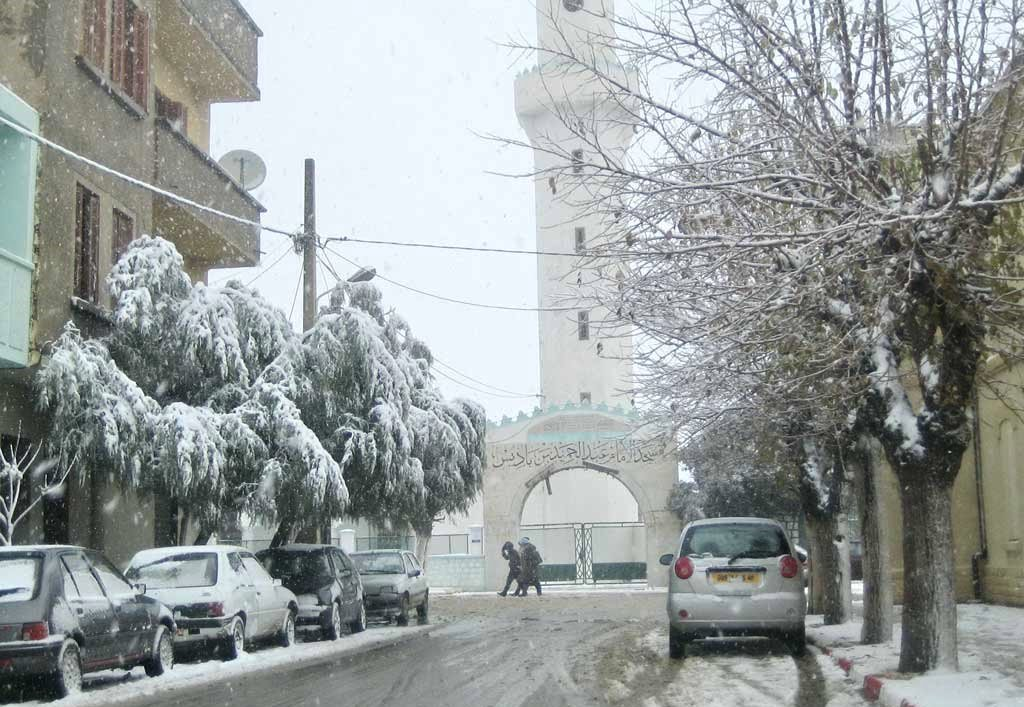
La mosquée Ben Badis (L'ancienne église).
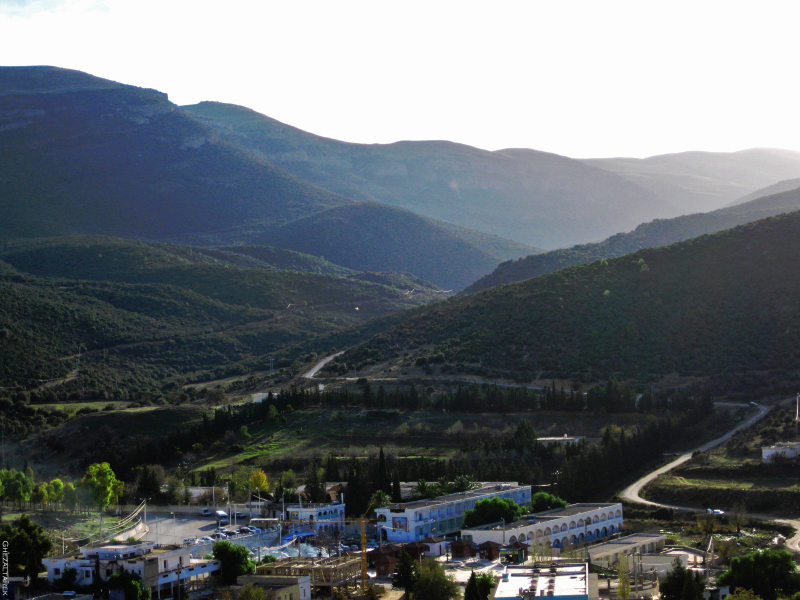
Hammam Essalhine au fond des Aurès.
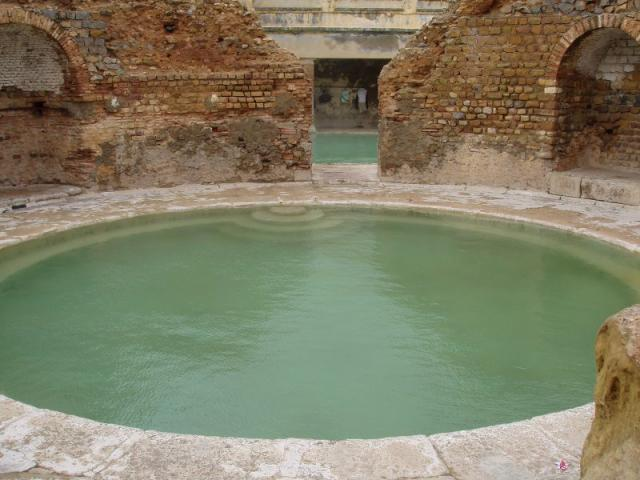
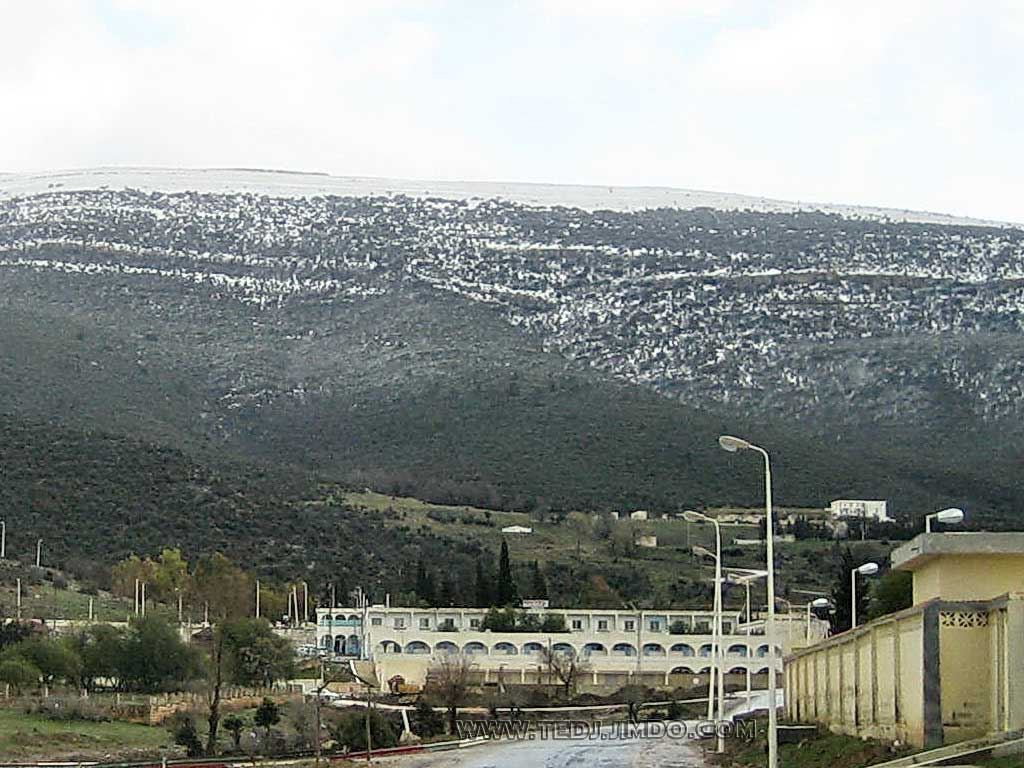

## Personnalités liées à la commune
- Le docteur Albert Barraud, résistant français, y est né en février 1907.
- Le rappeur et chanteur L'Algérino est originaire de Khenchela.
- Abdelaziz Djerad, homme politique algérien, y est née en 1954.
- Abbas Laghrour, ancien commandant pendant la guerre d’Algérie
- Zoulikha, chanteuse, y est née en 1957
- Ali Khencheli, chanteur, y est né en 1916